# Невеста (альбом)
«Невеста» — третий студийный альбом группы «Настя», выпущенный в 1993 году (в 1997 году переиздан лейблом Moroz Records с одним бонус-треком).
Первоначальный мастер-диск с альбомом был украден при ограблении Насти в Свердловске и альбом был записан по копии.

## Список композиций
Вся музыка — Настя Полева, кроме указанного особо.

Все тексты — Евгений Кормильцев, кроме указанного особо.
| №  | Название        | Длительность |
| -- | --------------- | ------------ |
| 1. | «Острова»       | 5:50         |
| 2. | «Я молчу»       | 5:45         |
| 3. | «На счастье»    | 6:03         |
| 4. | «Любовь и ложь» | 4:44         |
| 5. | «Вечер стекла»  | 6:07         |
| 6. | «Испания»       | 5:14         |
| 7. | «Невеста»       | 5:09         |
| 8. | «Золотой дождь» | 5:03         |

| №  | Название        | Автор(ы)         | Длительность |
| -- | --------------- | ---------------- | ------------ |
| 9. | «Снежные волки» | Вячеслав Бутусов | 1:25         |

| №  | Название         | Автор(ы)         | Длительность |
| -- | ---------------- | ---------------- | ------------ |
| 9. | «Летучий фрегат» | Вячеслав Бутусов | 3:22         |

Для альбома также были записаны песни «Серые розы» и «Танец на цыпочках», но в альбом не вошли «по причинам стилевого несоответствия».

## Участники записи
- Настя Полева — аранжировка, вокал, тамбурин, акустическая гитара (9)
- Егор Белкин — аранжировка, гитара, вокал, продюсер
- Андрей Васильев — аранжировка (1—8), гитара (1—8)
- Вячеслав Двинин — бас-гитара (1—8)
- Глеб Вильнянский — клавишные (1—8)
- Вадим Самойлов — аранжировка (8), гитара, клавишные, барабаны
- Андрей Коломеец — барабаны (1—8)

### Технический персонал
- Звукорежиссёр: Вадим Самойлов
- Сценарий обложки: Настя Полева
- Фото: Ильдар Зиганшин
- Художник: Василий Гаврилов
- Дизайн: Павел Семенов, Анна Михайлова

Записано на студии «Студия-8», Екатеринбург, 1992.
Ремастировано в 1996 на лейбле «Триарий»
- Ремастеринг: Георгий Руденко

## Клипы
- В 1993 году был снят видеоклип на песню «Любовь и ложь», режиссёр Олег Ракович. В клипе также снялись Вадим Самойлов, Алексей Могилевский, Виктор Комаров, Михаил Симаков и Елена Вакулина.[4]
- «На счастье» (реж. Владимир Хотиненко)
- «Летучий фрегат» (реж. Олег Ракович)